# O Sarze
O Sarze (tytuł oryginalny Om Sara) – szwedzki film fabularny (dramat) z 2005 roku w reżyserii Othmana Karima. W 2006 roku film zdobył Nagrodę Złotego Jerzego na Festiwalu Filmowym w Moskwie.

## Fabuła
Fabuła filmu przedstawia historię 10 lat z życia Sary. Rozpoczyna się kiedy Sara ma około 20 lat, umiera jej ojciec, a matka trafia do domu opieki. Sara musi szukać pracy i rozpocząć dorosłe życie. Marzy o przystojnym mężczyźnie, dobrej pracy i odzyskaniu rodzinnego domu, który musiał być sprzedany. Pod koniec filmu 30-letnia Sara jest przedstawiona jako biznesmenka, która kierując się zasadą "dam sobie radę", odnosi sukcesy, odkupuje rodzinny dom, odnawia go i w nim zamieszkuje. Jednak w życiu osobistym nie jest już tak dobrze. Dwa razy próbuje stworzyć życie rodzinne i dwa razy jej się nie udaje. Chociaż to trzecia próba, szuka w niej nadziei na szczęście.

## Obsada
- Linda Zilliacus jako Sara
- Alexander Skarsgård jako Kalle Öberg
- Hugo Emretsson jako Stefan
- Alexander Karim jako Pelle
- Siw Erixon jako Mama Sary
- Eva Rydberg jako Mama Kallego